# IMac G4
L'iMac G4 connu également sous le nom de iMac Tournesol est un ordinateur de type iMac lancé par Apple en janvier 2002. Il s'agit de la deuxième génération d'ordinateurs iMac.

## Présentation
L’iMac G4 est le successeur de l’iMac G3, un ordinateur de type tout-en-un qui privilégie la simplicité de transport et la mise en route ; en effet, tout comme son prédécesseur, il suffit de brancher le cordon secteur, le clavier et la souris pour qu’il soit fonctionnel. Il est surmonté d’un écran plat orientable grâce à un bras articulé, ce qui lui a valu son surnom de « iMac Tournesol ».
Le développement de l’iMac G4 a débuté en 1999 et a pris environ trois ans afin de placer correctement l’ensemble des composants informatiques — souvent rectangulaires — sous une demi‑sphère de 27 cm de diamètre.
Face au succès considérable du G3, y compris dans le milieu éducatif, grâce à son caractère novateur et son rapport qualité/prix intéressant, le succès de l’iMac G4 est beaucoup moindre. En effet, sa nouvelle forme, une lampe de bureau, plaît énormément ou pas du tout. Le G4 est surtout puissant et la principale caractéristique est son écran plat à cristaux liquides TFT qui transmet un signal totalement numérique ; une première pour un ordinateur de bureau.
L’écran permet une résolution supérieure à un tube cathodique sans en avoir les inconvénients (surtout le poids), et, de par sa légèreté, a été monté sur un bras articulé horizontalement et verticalement qui permet de déporter à son envie l’écran de son unité centrale ; une chose infaisable sur un iMac G3 ou un eMac.
Ce caractère tout novateur a une répercussion forte sur le coût de l’appareil : il peut être le double de l’iMac G3. Ceci s’explique facilement par le coût, en 2002, des écrans ACL, ainsi que la logistique déployée pour construire un ordinateur possédant des pièces uniques : une carte logique ronde, une alimentation propriétaire, et les coûts de fabrication du microprocesseur G4 à la charge d’Apple (IBM ayant refusé de construire ce que ce dernier qualifie non pas de nouveau microprocesseur mais de « mise à jour » du PowerPC G3).
De par son prix, et son manque de puissance en 2002 (le PowerPC G4 se fait très vite vieillissant), l’iMac G4 devient plus un accessoire de mode ainsi que, dans les milieux éducatifs, une alternative intéressante à l’iMac G3 et à l’eMac.

## Les différents modèles
| Identifiant du modèle                      | PowerMac4,2 (15") PowerMac4,5 (17") | PowerMac4,2 (15") PowerMac4,5 (17") | PowerMac6,1 | PowerMac6,3 | PowerMac6,3 | PowerMac6,3 |
| Écran                                      | | | | |             |             |
| 15" TFT LCD, 1024 × 768                    | 15" TFT LCD, 1024 × 768 | NC | 15" TFT LCD, 1024 × 768 | |             |             |
| 17" TFT Widescreen LCD, 1440 × 900         | NC | 17" TFT Widescreen LCD, 1440 × 900 | 17" TFT Widescreen LCD, 1440 × 900 | |             |             |
| NC                                         | NC | NC | 20" TFT Widescreen LCD, 1680 x 1050 | |             |             |
| Processeur                                 | 700 MHz ou 800 MHz PowerPC G4 (7450) | 800 MHz PowerPC G4 (7450) | 1.0 GHz PowerPC G4 (7445) | 1.0 GHz (15"), 1.25 GHz (17 & 20") PowerPC G4 (7445) |             |             |
| Mémoire cache du processeur                | 64 KO L1, 256 Ko L2 (1:1) | 64 KO L1, 256 Ko L2 (1:1) | 64 KO L1, 256 Ko L2 (1:1) | 64 KO L1, 256 Ko L2 (1:1) |             |             |
| Front Side Bus                             | 100 MHz | 100 MHz | 133 MHz | 167 MHz |             |             |
| Mémoire vive                               | 128 Mo, 256 MO de PC133 SDRAM Expandable up to 1 GB via one factory installed memory module in a 168-pin DIMM slot and one 144-pin user-accessible SO-DIMM slot. | 256 MO de PC133 SDRAM Expandable up to 1 GB via one factory installed memory module in a 168-pin DIMM slot and one 144-pin user-accessible SO-DIMM slot. | 256 MO de PC2100 (266 MHz) DDR SDRAM Expandable up to 2 GB via one factory installed memory module in a 184-pin DIMM slot and one 200-pin user-accessible SO-DIMM slot (officially only 1 GB is supported) | 256 MO de PC2700 (333 MHz) DDR SDRAM Expandable up to 2 GB via one factory installed memory module in a 184-pin DIMM slot and one 200-pin user-accessible SO-DIMM slot. (officially only 1 GB is supported) |             |             |
| Carte graphique                            | nVidia GeForce 2 MX avec 32 MO de DDR SDRAM (15"). nVidia GeForce 4 MX with 32 MO de DDR SDRAM (17")                                                             | nVidia GeForce 2 MX avec 32 MO de DDR SDRAM | nVidia GeForce 4 MX avec 64 MO de DDR SDRAM | nVidia GeForce 4 MX avec 32 MO de DDR SDRAM (15"). nVidia GeForce FX 5200 Ultra avec 64 MO de DDR SDRAM (17 & 20")                                                                                          |             |             |
| Disque dur                                 | 40 GO, 60 GO, 80 GO | 60 GO | 80 GO | 80 GO |             |             |
| Lecteur de disque optique                  | 8x DVD et 32x CD read Combo drive ou 32x CD-R et 10x CD-RW write CD-RW Drive (700 MHz)                                                                           | 32x Combo drive | N/A | 32x Combo drive (15") |             |             |
| Lecteur de disque optique                  | 6x DVD et 24x CD read; 2x DVD-R, 8x CD-R, et 4x CD-RW write SuperDrive (800 MHz)                                                                                 | N/A | 4x SuperDrive | 4x SuperDrive (17" and 20") |             |             |
| Connectique                                | Optional 11 Mbit/s AirPort 802.11b 10BASE-T/100BASE-TX Ethernet 56k V.90 modem                                                                                   | Optional 11 Mbit/s AirPort 802.11b 10BASE-T/100BASE-TX Ethernet 56k V.92 modem                                                                           | Optional 54 Mbit/s AirPort Extreme 802.11b/g 10BASE-T/100BASE-TX Ethernet 56k V.92 modem Optional Bluetooth 1.1                                                                                            | Optional 54 Mbit/s AirPort Extreme 802.11b/g 10BASE-T/100BASE-TX Ethernet 56k V.92 modem Optional Bluetooth 1.1                                                                                             |             |             |
| Sortie vidéo                               | Mini-VGA | Mini-VGA | Mini-VGA | Mini-VGA |             |             |
| Periphériques                              | 3x USB 1.1 2x Firewire 400 Built-in microphone Audio out Apple Pro Speakers mini-jack                                                                            | 3x USB 1.1 2x Firewire 400 Built-in microphone Audio out Apple Pro Speakers mini-jack                                                                    | 3x USB 1.1 2x Firewire 400 Built-in microphone Audio out Apple Pro Speakers mini-jack | 3x USB 2.0 2x Firewire 400 Built-in microphone Audio out Apple Pro Speakers mini-jack |             |             |
| Dernière version du système d’exploitation | Mac OS X 10.4.11 “Tiger” and Mac OS 9.2.2 | Mac OS X 10.4.11 “Tiger” | Mac OS X 10.5.8 “Leopard” | Mac OS X 10.5.8 “Leopard” |             |             |
| Poids                                      | 15": 21.3 lb. / 9.7 kg, 17": 22,8 lb. / 10,4 kg | 21.3 lbs. / 9,7 kg | 22.8 lbs. / 10,4 kg | 15": 21,3 lb. / 9.7 kg, 17": 22,8 lb. / 10.4 kg, 20": 40,1 lb. / 18.2 kg |             |             |

- 7 janvier 2002 :
  - 15", 700 MHz, bus à 100 MHz, 128 Mio de mémoire vive PC100/133[4], 40 Go de disque dur, NVidia GeForce2 MX avec 32 Mio de VRAM, graveur CD
  - 15", 700 MHz, bus à 100 MHz, 256 Mio de mémoire vive PC100/133, 40 Go de disque dur, NVidia GeForce2 MX avec 32 Mio de VRAM, graveur CD/lecteur DVD (Combo), Pro Speaker
  - 15", 800 MHz, bus à 100 MHz, 256 Mio de mémoire vive PC100/133, 60 Go de disque dur, NVidia GeForce2 MX avec 32 Mio de VRAM, graveur DVD (Superdrive), Pro Speaker
- 17 juillet 2002 :
  - 17", 800 MHz, bus à 100 MHz, 256 Mio de mémoire vive PC100/133, 80 Go de disque dur, NVidia GeForce4 MX avec 32 Mio de VRAM, graveur DVD (Superdrive), Pro Speaker
- 4 février 2003 :
  - 15", 800 MHz, bus à 100 MHz, 256 Mio de mémoire vive PC100/133, 60 Go de disque dur, NVidia GeForce2 MX avec 32 Mio de VRAM, graveur CD/lecteur DVD (Combo), Pro Speaker
  - 17", 1 GHz, bus à 133 MHz, 256 Mio de mémoire vive DDR PC2100, 80 Go de disque dur, NVidia GeForce4 MX avec 64 Mio de VRAM, graveur DVD (Superdrive), Pro Speaker, entrée audio
- 8 septembre 2003 :
  - 15", 1 GHz, bus à 167 MHz, 256 Mio de mémoire vive DDR PC2700, 80 Go de disque dur, NVidia GeForce2 MX avec 32 Mio de VRAM, graveur CD/lecteur DVD (Combo), Pro Speaker, entrée audio, USB2
  - 17", 1,25 GHz, bus à 167 MHz, 256 Mio de mémoire vive DDR PC2700, 80 Go de disque dur, NVidia GeForce FX 5200 avec 64 Mio de VRAM, graveur DVD (Superdrive), Pro Speaker, entrée audio, USB2
- 18 novembre 2003 :
  - 20", 1,25 GHz, bus à 167 MHz, 256 Mio de mémoire vive DDR PC2700, 80 Go de disque dur, NVidia GeForce FX 5200 avec 64 Mio de VRAM, graveur DVD (Superdrive), Pro Speaker, entrée audio, USB2

## Caractéristiques communes

### Alimentation
- Type : alimentation propriétaire Samsung intégrée (divisée en deux « demi-lunes » dans la partie supérieure de la sphère)
- Tension entrante : de 90V à 264V, en courant alternatif (2,8A)
- Fréquence : de 47 Hz à 63 Hz (phase simple)
- Adaptation au 110/220V : automatique
- Puissance : 190 W max (selon les modèles)
- Sortie de puissance : +12,0V DC (12,5A) et +24,0V DC (2,65A)
- Connexion à la carte logique : connecteur 14 pins (16 pins pour les modèles USB2.0)

### Carte logique
- processeur : PowerPC 7441/7445/7450/7455 cadencé à 700 MHz, 800 MHz, 1 GHz ou 1,25 GHz et équipé du Velocity Engine
- adressage 32 bit
- bus système 64 bit cadencé à 100, 133 ou 167 MHz
- mémoire cache de niveau 1 : instructions : 32 Kio, données : 32 Kio
- mémoire cache de niveau 2 : 256 Kio, cadencée à la vitesse du processeur
- puce vidéo AGP 2x (4x pour les modèles 1 et 1,25 GHz) :
  - nVidia GeForce2 MX (32 Mio VRAM, AGP 2x)
  - nVidia GeForce4 MX (32 ou 64 Mio VRAM, AGP 2 ou 4x)
  - nVidia GeForce FX 5200 Ultra (64 Mio VRAM, AGP 4x)
- Refroidissement : par air (ventilateur 92 mm), et pont thermique sur la puce vidéo (ce dernier assure la principale source de dissipation de la chaleur du boîtier).

### Mémoire
- mémoire morte : 1 Mio pour le démarrage, les autres instructions étant chargées en mémoire vive
- mémoire vive :
  - SDRAM PC133 (Modèles 700 et 800 MHz) ou SDRAM DDR PC2700 (333 MHz ; modèles 1 et 1,25 GHz)
  - 128 ou 256 Mio, extensible à 2 Gio[5]

### Périphériques
- disque dur Ultra-ATA 100 (5 400 tr/min jusqu'à février 2003, 7 200 tr/min sur les autres)
- lecteur ou graveur optique à la norme ATAPI :
  - « Combo » 32x (Gravure des CD-RW et lecture des DVD)
  - « SuperDrive » 4x (Gravure des CD-RW et DVD-RW)
- modem 56 kb/s V90 (V92 sur les modèles les plus récents).

### Connectique
- slots d'extension :
  - 2 connecteurs mémoire (dont un au format SO-DIMM) de type SDRAM PC100/133 (modèles 700 et 800 MHz), DDR PC2700 (modèles 1 et 1,25 GHz)
  - emplacement pour carte AirPort (11 Mb/s (802.11b) pour les modèles 700 et 800 MHz, 54 Mb/s (Airport Extreme, 802,11 g) pour les modèles 1 et 1,25 GHz)
  - Carte Bluetooth interne (uniquement sur les modèles 1 et 1,25 GHz)
- connectique :
  - 2 ports FireWire 400 Mb/s
  - 3 ports USB 1.1 (modèles 700 et 800 MHz) ou USB2.0 (modèles 1 et 1,25 GHz)
  - port Ethernet 10/100BASE-T
  - connecteur de sortie vidéo Mini-VGA, compatible avec un connecteur composite/S-Video (modèles 1 et 1,25 GHz uniquement)
  - sortie audio stéréo 16 bit
  - entrée audio stéréo 16 bit sur certains modèles
- haut-parleur : mono (intégré)
- microphone : mono (intégré).

### modèles15 pouces
- écran :
  - contrastes : 300:1
  - luminosité : 200 cd/m2
  - angle de vision : 120° (horizontal), 90° (vertical)
  - résolutions supportées :
    - 1 024 × 768 (résolution native)
    - 800 × 600
    - 640 × 480
- poids : 9,7 kg
- dimensions (minimum) : 32,9 × 38,4 × 27,0 cm

### modèles17 pouces
- écran :
  - contrastes : 300:1
  - luminosité : 200 cd/m2
  - angle de vision : 120° (horizontal), 90° (vertical)
  - résolutions supportées :
    - 1 440 × 900 (résolution native)
    - 1 152 × 720
    - 1 024 × 640
    - 800 × 500
    - 1 024 × 768
    - 800 × 600
    - 640 × 480
- poids : 10,4 kg
- dimensions (minimum) : 33,1 × 42,3 × 27,0 cm
- REMARQUE : tous les écrans de 17 pouces d'iMac G4 sont compatibles entre eux, quel que soit le modèle de l'ordinateur (800 MHz, 1,25 GHz...). Les dalles, d'une fiabilité très moyenne, sont fabriquées par les sociétés LG et Philips. Leur connecteur vidéo (TMDS) est différent des écrans de 15 pouces.

### modèles20 pouces
- écran :
  - contrastes : 400:1
  - luminosité : 230 cd/m2
  - angle de vision : 170° (horizontal), 170° (vertical)
  - résolutions supportées :
    - 1 680 × 1 050 (résolution native)
    - 1 344 × 840
    - 1 280 × 800
    - 1 152 × 720
    - 1 024 × 640
    - 840 × 524
    - 800 × 500
    - 1024 × 768
    - 800 × 600
    - 640 × 480
- poids : 18,2 kg
- dimensions (minimum) : 35,4 × 43,9 × 26,9 cm.

### Systèmes d'exploitation
- Mac OS 9.2.2
- Mac OS Classic
- Mac OS X 10.3, jusqu'à 10.4.11[6]

### Accessoires
- enceintes Apple Pro Speaker sur certains modèles
- clavier Apple Pro Keyboard blanc
- souris optique Apple Pro Mouse noire (2002) ou blanche

## eMac
L’eMac était à l’origine réservé au marché de l’éducation (d’où le nom d’eMac) avant de devenir accessible à tout le monde deux mois plus tard. Proposé avec un processeur PowerPC G4 à , il fut le G4 le plus accessible, bien moins cher que l'iMac « Tournesol ».